# Zygnema
Zygnema, veliki rod parožina, dio porodice Zygnemataceae.

## Vrste
1. Zygnema adpectinatum Transeau
2. Zygnema aegyptiacum De Toni & Levi
3. Zygnema aequale Hassall
4. Zygnema airense Compère
5. Zygnema algeriense Gauthier-Lièvre
6. Zygnema allorgei Gauthier-Lièvre
7. Zygnema amplum Zeller
8. Zygnema anomalum (Ralfs ex Hassall) P.Crouan & H.Crouan
9. Zygnema aplanosporum Stancheva, J.D.Hall & Sheath
10. Zygnema aquaticum (Gauthier-Lièvre) Stancheva, J.D.Hall, McCourt & Sheath
11. Zygnema areolatum Taft & Transeau
12. Zygnema argillosum Kadlubowska
13. Zygnema atlanticum Gauthier-Lièvre
14. Zygnema atrocoeruleum West & G.S.West
15. Zygnema azureum Taft
16. Zygnema bharadwajae P.Sarma & Kargupta
17. Zygnema biforme C.-C.Jao
18. Zygnema binuclearioides Cribb
19. Zygnema biturigense Ripart
20. Zygnema bohemicum Czurda
21. Zygnema borzae H.Krieger
22. Zygnema browniana Kargupta & R.N.Jha
23. Zygnema californicum Stancheva, J.D.Hall & Sheath
24. Zygnema callosporum C.C.Jao
25. Zygnema calosporum C.-C.Jao
26. Zygnema carinatum Taft
27. Zygnema carinthiacum Beck-Mannagetta
28. Zygnema carterae Czurda
29. Zygnema catenatum Transeau
30. Zygnema chalybeospermum Hansgirg
31. Zygnema chungii L.-C.Li
32. Zygnema circumcarinatum Czurda
33. Zygnema coeruleum Czurda
34. Zygnema collinsianum Transeau
35. Zygnema congolense Gauthier-Lièvre
36. Zygnema conspicuum (Hassall) Transeau
37. Zygnema crassiusculum Transeau
38. Zygnema cruciatum (Vaucher) C.Agardh - tipična
39. Zygnema cucurbitum C.-C.Jao
40. Zygnema cyaneum Czurda
41. Zygnema cyanosphaeroidicum O.Bock & W.Bock
42. Zygnema cyanosporum Cleve
43. Zygnema cylindricum Transeau
44. Zygnema cylindrospermum (West & G.S.West) Krieger
45. Zygnema cylindrosporum Czurda
46. Zygnema cyrenaicum Gauthier-Lièvre
47. Zygnema czurdae Randhawa
48. Zygnema daliense C.-C.Jao & Lee Yaoyin
49. Zygnema decussatum (Vaucher) C.Agardh
50. Zygnema djalonense Gauthier-Lièvre
51. Zygnema duplicato-ornatum Y.J.Ling
52. Zygnema durandoi Gauthier-Lièvre
53. Zygnema ellipsoideum C.-C.Jao
54. Zygnema eumetabletos Skuja
55. Zygnema excompressum Transeau
56. Zygnema extenue C.-C.Jao
57. Zygnema exuvielliforme (C.-C.Jao) Krieger
58. Zygnema fanicum L.C.Li
59. Zygnema favosum C.C.Jao & Chian Chengyu
60. Zygnema flavum Taft
61. Zygnema foveolatum C.-C.Jao & H.J.Hu
62. Zygnema frigidum Taft
63. Zygnema gangeticum Bhashyakarla Rao
64. Zygnema gautamianum Kargupta & R.N.Jha
65. Zygnema gedeanum Czurda
66. Zygnema geraldii P.Sarma & Kargupta
67. Zygnema germanicum Czurda
68. Zygnema giganteum Randhawa
69. Zygnema globosum Czurda
70. Zygnema gorakhporense R.N.Singh
71. Zygnema guangzhouense Zhu
72. Zygnema guineense (Gauthier-Lièvre) Stancheva, J.D.Hall, McCourt & Sheath
73. Zygnema gymnesicum Margalef
74. Zygnema haroonii A.K.M.N.Islam
75. Zygnema hausmannii (De Notaris) Czurda
76. Zygnema heydrichii Schmidle
77. Zygnema himalayense Randhawa
78. Zygnema hui Kadlubowska
79. Zygnema hupehense C.-C.Jao & H.J.Hu
80. Zygnema hypnosporum M.F.Rich
81. Zygnema inconspicuum Czurda
82. Zygnema indicum J.N.Misra
83. Zygnema insignisporum G.C.Couch
84. Zygnema insolitum C.-C.Jao & Y.J.Ling
85. Zygnema irregulare Krieger
86. Zygnema jaoi Krieger
87. Zygnema jilinense C.-C.Jao & Wei Yinxin
88. Zygnema kabylicum Gauthier-Lièvre
89. Zygnema kashmirense Misra
90. Zygnema kazachstanicum (Rundina) Kadlubowska C
91. Zygnema khannae Skuja
92. Zygnema kiangsiense L.-C.Li
93. Zygnema kolhapurense N.D.Kamat
94. Zygnema kwangtungense Ley
95. Zygnema labbei Gauthier-Lièvre
96. Zygnema lacustre Y.-X.Wei & Y.-K.Yung
97. Zygnema laetevirens Klebs
98. Zygnema laeve Y.J.Ling
99. Zygnema lahaulense Randhawa
100. Zygnema lamellatum (C.B.Rao) H.Krieger
101. Zygnema lawtonianum Taft
102. Zygnema laxiporum Zhu
103. Zygnema leiospermum De Bary
104. Zygnema lenticulare C.-C.Jao & Hu
105. Zygnema littorale Zheng
106. Zygnema longisporum C.-C.Jao & Hu
107. Zygnema lotienense C.-C.Jao & Hu
108. Zygnema luteosporum Czurda
109. Zygnema maghrebianum (Gauthier-Lièvre) Stancheva, J.D.Hall, McCourt & Sheath
110. Zygnema magniporum Liang
111. Zygnema maharashtrense Kamat
112. Zygnema mairei Gauthier-Lièvre
113. Zygnema maius Czurda
114. Zygnema margalefianum Aboal
115. Zygnema marocanum (Gauthier-Lièvre) Stancheva, J.D.Hall, McCourt & Sheath
116. Zygnema mayyanadense (Kothari) Stancheva, J.D.Hall, McCourt & Sheath
117. Zygnema micropunctatum Transeau
118. Zygnema miniatum R.N.Jha & Kargupta
119. Zygnema mirandum Taft
120. Zygnema mirificum C.-C.Jao
121. Zygnema misrae H.Krieger
122. Zygnema momoniense West
123. Zygnema montanum B.Tracanna
124. Zygnema mucigena Randhawa
125. Zygnema neocruciatum Transeau
126. Zygnema neopectinatum Transeau
127. Zygnema ningxiaense Ling & Zheng
128. Zygnema nobile C.-C.Jao & Wei Yinxin
129. Zygnema normanii Taft
130. Zygnema norvegicum (Kadlubowska & Langangen) Stancheva, J.D.Hall, McCourt & Sheath
131. Zygnema numidicum Gauthier-Lièvre
132. Zygnema obesum C.-C.Jao & Hu
133. Zygnema ocellatum Liang
134. Zygnema olivaceum H.Liang
135. Zygnema oranense Gauthier-Lièvre
136. Zygnema ornatissimum L.J.Bi
137. Zygnema ornatum (L.C.Li) Transeau
138. Zygnema oudhense Randhawa
139. Zygnema oveidanum Transeau
140. Zygnema parvulum (Kützing) Cooke
141. Zygnema pawhuskae Taft
142. Zygnema pawneanum Taft
143. Zygnema pectinatum (Vaucher) C.Agardh
144. Zygnema peliosporum Wittrock
145. Zygnema perforatum Gauthier-Lièvre
146. Zygnema pingshanense Liang & Wang
147. Zygnema plakountiosporum (C.-C.Jao) H.Krieger
148. Zygnema porcatum C.-C.Jao & Hu
149. Zygnema pseudocylindricum Gauthier-Lièvre
150. Zygnema pseudogedeanum Gauthier-Lièvre
151. Zygnema pseudomougeotia Gauthier-Lièvre
152. Zygnema pseudopectinatum Czurda
153. Zygnema purpureum Wolle
154. Zygnema qinghaiense Zheng
155. Zygnema quadrangulatum C.-C.Jao
156. Zygnema quadrispirale Hassall
157. Zygnema qutubensis Kargupta & R.N.Jha
158. Zygnema ralfsii (Hassall) De Bary
159. Zygnema ramosum A.Ahmad & M.E.Goldstein
160. Zygnema reticulosporum Gauthier-Lièvre
161. Zygnema rhynchonema (Hansgirg) Hansgirg
162. Zygnema rivulare Hassall
163. Zygnema rivulare Gauthier-Lièvre
164. Zygnema saharae Gauthier-Lièvre
165. Zygnema schwabei Krieger
166. Zygnema scrobiculatum (Gauthier-Lièvre) Kadlubowska
167. Zygnema seuratii Gauthier-Lièvre
168. Zygnema shanxiensis Y.J.Ling
169. Zygnema shensiense C.-C.Jao
170. Zygnema shigaense Yamagishi
171. Zygnema sinense C.-C.Jao
172. Zygnema skujae Czurda
173. Zygnema sparsum C.-C.Jao & Lee Yaoyin
174. Zygnema sphaericum J.N.Misra C
175. Zygnema sphagnophilum (Gauthier-Lièvre) Stancheva, J.D.Hall, McCourt & Sheath
176. Zygnema spontaneum Nordstedt
177. Zygnema srinagarense Krieger
178. Zygnema stagnale (Hassall) Kützing
179. Zygnema stellinum (O.F.Müller) C.Agardh
180. Zygnema stephensiae Transeau
181. Zygnema sterile Transeau
182. Zygnema striatum Olney
183. Zygnema subcalosporum Kadlubowska
184. Zygnema subcylindricum Krieger
185. Zygnema subcylindrospermum Prasad & Godward
186. Zygnema subfanicum C.-C.Jao
187. Zygnema subfaveolatum Chian
188. Zygnema subfoveolatum Chian
189. Zygnema subsalsum (Schmidle) Krieger
190. Zygnema substellinum Taft
191. Zygnema subtenue Gauthier-Lièvre
192. Zygnema sudanense (Gauthier-Lièvre) Stancheva, J.D.Hall, McCourt & Sheath
193. Zygnema synadelphum Skuja
194. Zygnema talguppense (M.O.P.Iyengar) Krieger
195. Zygnema tenue Kützing
196. Zygnema terrestre Randhawa
197. Zygnema tholosporum Magnus & Wille
198. Zygnema thwaitesii Olney
199. Zygnema tibeticum C.-C.Jao & Wei Yinxin
200. Zygnema transeauianum G.C.Couch
201. Zygnema tumidulum C.-C.Jao
202. Zygnema tunetanum (Gauthier-Lièvre) Stancheva, J.D.Hall, McCourt & Sheath
203. Zygnema vaginatum Klebs
204. Zygnema vaucheri C.Agardh
205. Zygnema venustum C.-C.Jao & H.J.Hu
206. Zygnema vermiculatum L.J.Bi
207. Zygnema verrucopunctatum Prasad & Godward
208. Zygnema verrucosum C.-C.Jao
209. Zygnema yuciense Y.J.Ling
210. Zygnema yunnanense L.-C.Li